# 뇌조속
뇌조속(학명: Lagopus)은 닭목 꿩과에 속하는 속으로, 총 4종의 조류가 속한다. 모식종은 사할린뇌조(Lagopus lagopus)이다.

## 하위 종
- 뇌조 (L. muta)
- 사할린뇌조 (L. lagopus)
- 붉은뇌조 (L. scotica)
- 흰꼬리뇌조 (L. leucura)